# Raymond Vouel
Raymond Vouel (8 de abril de 1923 – 12 de febrero de 1987) fue un político luxemburgués. Fue vice primer ministro de Luxemburgo en el gobierno Thorn-Vouel, una coalición entre el Partido Socialista de Luxemburgo de Vouel y el Partido Democrático de Luxemburgo de Gaston Thorn.
El 21 de julio de 1976, Vouel dejó el gobierno para unirse a la Comisión Europea, en la Comisión Jenkins, como Comisario encargado de la cartera de competencia.
- Datos: Q2007745